# Bastian Knittel
Bastian Knittel (ur. 8 sierpnia 1983 w Stuttgarcie) – niemiecki tenisista.

## Kariera tenisowa
W gronie profesjonalistów występował w latach 2003–2014.
W turniejach rangi ATP Challenger Tour Niemiec wygrał 1 turniej w grze pojedynczej.
Najwyżej w rankingu ATP World Tour singlistów zajmował 157. miejsce (28 lutego 2011), a rankingu deblistów 201. pozycję (26 września 2011).

### Zwycięstwa w turniejach ATP Challenger Tour w grze pojedynczej
| Końcowy wynik | Nr | Data | Turniej   | Nawierzchnia  | Przeciwnik    | Wynik finału   |
| ------------- | -- | ---- | --------- | ------------- | ------------- | -------------- |
| Zwycięzca     | 1. | 2011 | Heilbronn | Twarda (hala) | Daniel Brands | 7:6(4), 7:6(5) |